# Italská gramatika
Italská gramatika je mluvnický popis italského jazyka, který zahrnuje jeho morfologii a syntax. Italština je částečně flektivním a částečně analytickým jazykem. Italská gramatika je podobná gramatice jiných románských jazyků, zvláště francouzštiny. Vychází z principů mluvnice latiny.

## Morfologická typologie
Italština se vyvinula z latiny, která byla převážně flektivním jazykem s bohatě rozvinutým systémem skloňování i časování. Flektivní rysy se v moderní italštině zachovaly u sloves, jejichž časování však doznalo změn. Původní latinský systém pádů byl s výjimkou zájmen kompletně nahrazen předložkovými vazbami, což je analytický princip. Ten se také uplatňuje při tvoření složených časů sloves.

## Slovní druhy
Italská gramatika tradičně rozlišuje tyto slovní druhy:
1. podstatná jména (sostantivi)
2. slovesa (verbi)
3. přídavná jména (aggettivi)
4. členy (articoli)
5. příslovce (avverbi)
6. předložky (preposizioni)
7. číslovky (numerali)
8. zájmena (pronomi)
9. spojky (congiunzioni)
10. citoslovce (interiezioni)

## Jmenný rod
U podstatných jmen italština rozlišuje mužský a ženský rod. Původní latinský střední rod splynul s rodem mužským. Rozlišení rodu se týká podstatných a přídavných jmen, členů, příčestí sloves a částečně také zájmen a číslovek. Poznání rodu napomáhá jednak zakončení, a to jak v jednotném, tak i v množném čísle, jednak také tvar členu.

## Podstatná jména
Při skloňování podstatných jmen se pomocí koncovek zpravidla rozlišuje jednotné a množné číslo. Pády se u podstatných jmen nerozlišují, podstatné jméno tedy má obvykle dva tvary.
Slova končící v jednotném čísle -o, např. mondo (svět), jsou mužského rodu a v množném čísle mají koncovku -i, např. mondi (světy). Slova končící -a, např. porta (brána), jsou obvykle ženského rodu a v množném čísle mají koncovku -e, např. porte (brány). Slova končící -e, např. legge (zákon), mají v množném čísle -i, např. leggi (zákony), bez ohledu na to, jakého rodu jsou.
Slova končící souhláskou jsou obvykle cizího původu a jsou bez ohledu na rod nesklonná (bar, film, album), tedy mají stejný tvar v jednotném i množném čísle. Nesklonná jsou také slova, která končí přízvučnou samohláskou, např. città (město), virtù (ctnost), která vznikla elizí (vypuštěním) původní koncové slabiky. Jeden tvar mají také podstatná jména zakončená -i, např. crisi (krize). Číslo a rod se u těchto podstatných jmen pozná podle tvarů členu a přídavného jména, které se v těchto kategoriích musejí shodovat:
- il film interessante (zajímavý film) – i film interessanti (zajímavé filmy)
- la bella città (krásné město) – le belle città (krásná města)

### Přehled tvoření tvarů množného čísla
| Rod    | Jednotné číslo | Množné číslo | Příklad                               |
| ------ | -------------- | ------------ | ------------------------------------- |
| mužský | -o             | -i           | ragazzo (chlapec) – ragazzi (chlapci) |
| mužský | -e             | -i           | cuore – cuori (srdce)                 |
| mužský | -a             | -i           | turista (turista) – turisti (turisté) |
| ženský | -a             | -e           | ragazza (dívka) – ragazze (dívky)     |
| ženský | -e             | -i           | notte (noc) – notti (noci)            |

Tabulka uvádí způsoby pravidelného tvoření množného čísla. Některá podstatná jména však tvoří množné číslo nepravidelně. Obvykle jde o pozůstatky původního latinského skloňování, například:
- l’uomo (muž) – gli uomini (muži)
- la mano (ruka; je ženského rodu, ačkoliv má koncovku -o) – le mani (ruce)
- l’uovo (vejce; mužský rod) – le uova (vejce; ženský rod)

## Přídavná jména
Přídavné jméno se shoduje v rodě a čísle s podstatným jménem, které rozvíjí, např. l’uomo italiano (italský muž), gli uomini italiani (italští muži), la donna italiana (italská žena), le donne italiane (italské ženy). Koncovky jsou stejné jako u podstatných jmen. Dvojvýchodná přídavná jména mají různý tvar pro mužský (zakončení -o, v množném čísle -i) a ženský (zakončení -a, v množném čísle -e) rod. Jednovýchodná přídavná jména mají stejné zakončení pro oba rody v jednotném (-e) i množném (-i) čísle. Přídavná jména zakončená v jednotném čísle obou rodů -a, mají v množném čísle buď -i (mužský rod), nebo -e (ženský rod).
| Rod             | Jednotné číslo | Množné číslo | Příklad                                                                             |
| --------------- | -------------- | ------------ | ----------------------------------------------------------------------------------- |
| mužský          | -o             | -i           | piccolo (malý) – piccoli (malí)                                                     |
| ženský          | -a             | -e           | piccola (malá) – piccole (malé) ottimista (optimistická) – ottimiste (optimistické) |
| mužský          | -a             | -i           | ottimista (optimistický) – ottimisti (optimističtí)                                 |
| mužský i ženský | -e             | -i           | verde (zelený/zelená) – verdi (zelení/zelené)                                       |

### Stupňování
Přídavná jména se stupňují opisem pomocí příslovcí più (více) a meno (méně). V superlativu (3. stupni) přibírají určitý člen. Příklady:
- caro (drahý) – più caro (dražší) – il più caro (nejdražší)
- forte (silný) – meno forte (méně silný) – il meno forte (nejméně silný)

Při srovnávání se komparativ (2. stupeň) pojí s předložkou di a superlativ s předložkou fra:
- È più scemo di lui. (Je hloupější než on.)
- È il più scemo fra gli uomini. (Je nejhloupější ze všech lidí.)

Kromě toho existuje také superlativ absolutní, který neslouží ke srovnávání, ale ke zdůraznění velké míry vlastnosti. Tvoří se pomocí přípony -issimo: bellissimo (nejkrásnější, velmi krásný), carissimo (nejdražší, velmi drahý).

### Postavení přídavných jmen
Přídavné jméno může stát před podstatným jménem (prepozice) i za ním (postpozice). Postpozice je častější než prepozice.
Před podstatným jménem stojí především některá často používaná přídavná jména, která mají popisnou funkci a vyjadřují subjektivní hodnocení:
- un caldo giorno (teplý den)
- una buona cena (dobrá večeře)
- un bel giardino (pěkná zahrada)
- una piccola ragazza (malá dívka)

Za podstatným jménem stojí přídavná jména, která omezují význam, jsou dále rozvitá nebo mají čtyři a více slabik:
- la mano destra (pravá ruka)
- l’arte barocca (barokní umění)
- una cena molto buona (velmi dobrá večeře)
- un libro interessante (zajímavá kniha)

## Zájmena

### Osobní zájmena
Osobní zájmena si v italštině jako jediná částečně zachovala kategorii pádu. Mají zvláštní tvary pro pád podmětu (nominativ) a předmětu. Zájmena užívaná v předmětu mají dva až tři různé tvary. Jsou to jednak přízvučná zájmena, která se používají pro zdůraznění a po předložkách, např. per te (pro tebe). Dále pak nepřízvučná zájmena, která jako příklonky mají pevné postavení ve větě vzhledem ke slovesu (viz Slovosled). Některá nepřízvučná zájmena rozlišují tvar přímého předmětu (akuzativ; koho? co?) a nepřímého předmětu (dativ; komu? čemu?).
| Nominativ | Nepřízvučná | Nepřízvučná | Přízvučná        | Význam |
| Nominativ | Akuzativ    | Dativ       | Akuzativ + dativ | Význam |
| --------- | ----------- | ----------- | ---------------- | ------ |
| io        | mi          | mi          | me               | já     |
| tu        | ti          | ti          | te               | ty     |
| lui       | lo          | gli         | lui              | on     |
| lei       | la          | le          | lei              | ona    |
| noi       | ci          | ci          | noi              | my     |
| voi       | vi          | vi          | voi              | vy     |
| loro      | li          | loro        | loro             | oni    |
| loro      | le          | loro        | loro             | ony    |
| ——        | si          | si          | sé               | se     |

Pokud se ve větě sejdou dvě nepřízvučná zájmena, na prvním místě stojí nepřímý předmět (v dativu), následován přímým předmětem (v akuzativu). Zájmena mi, ti, ci, vi a si se v tomto případě mění na me, te, ce, ve a se:
- Me lo da. (Dává mi to.)

Dativní zájmena gli (mu) a le (jí) se stahují se zájmeny lo, la, li a le na glielo, gliela, glieli a gliele:
- Daglielo. (Dej mu/jí to.)

Zvratné zájmeno (si/se/sé) se používá pouze ve 3. osobě. V 1. a 2. osobě se nahrazuje nezvratným osobním zájmenem:
- Ci siamo persi. (Ztratili jsme se.)
- Si sono persi. (Ztratili se.)

Při vykání se používá zájmeno Lei (dosl. ona) a jeho skloňované tvary (obvykle psané s velkým počátečním písmem). Sloveso je pak ve 3. osobě jednotného čísla:
- La vedo. (Vidím Vás. / Vidím ji.)

Zda mluvčí někomu vyká, nebo hovoří o nějaké ženě, lze obvykle poznat z kontextu. Tato zvláštnost italštiny má historické důvody. Zdvořilé oslovení Lei ve významu Vy vzniklo z titulu La signoria vostra (Vaše výsost).

### Přivlastňovací zájmena
| Mužský rod | Mužský rod | Ženský rod | Ženský rod | Význam     |
| jedn. č.   | mn. č.     | jedn. č.   | mn. č.     | Význam     |
| ---------- | ---------- | ---------- | ---------- | ---------- |
| mio        | miei       | mia        | mie        | můj        |
| tuo        | tuoi       | tua        | tue        | tvůj       |
| suo        | suoi       | sua        | sue        | jeho, její |
| nostro     | nostri     | nostra     | nostre     | naši       |
| vostro     | vostri     | vostra     | vostre     | vaši       |
| loro       | loro       | loro       | loro       | jejich     |

Italština nemá zvratné přivlastňovací zájmeno svůj. V tomto významu používá nezvratná zájmena příslušné osoby. Suo znamená jak jeho/její, tak i svůj. Pokud je potřeba rozlišit rod osoby, jíž se přivlastňuje, je možné použít opis s předložkou di: di lui (jeho), di lei (její). Suo se rovněž používá při vykání.
Přivlastňovací zájmena se obvykle používají se členem, nejčastěji se členem určitým:
- la mia generazione (moje generace)

Mohou se použít i se členem neurčitým (ve významu jeden z nějaké skupiny):
- un mio amico (jeden můj přítel)

Přivlastňovací zájmena italské gramatiky tradičně řadí k přídavným jménům. Pojem aggettivi possessivi (přivlastňovací přídavná jména) má tedy jiný význam než v češtině. Odpovídající přídavná jména typu Karlův, Mariin v italštině neexistují. Tyto vztahy se vyjadřují opisem: la casa di Carlo (Karlův dům).

## Členy
S podstatnými jmény se obvykle užívají členy. Člen vždy stojí před podstatným jménem, případně před rozvíjejícím přídavným jménem. Italština má tři druhy členů:
- člen neurčitý,
- člen určitý,
- člen dělivý.

Tvar členu závisí na rodu a čísle podstatného jména, před kterým stojí, a také na počáteční hlásce následujícího slova. Před samohláskou odpadá (eliduje) koncová samohláska členu a nahrazuje se apostrofem.

### Člen neurčitý
Člen neurčitý označuje osoby, věci nebo skutečnosti, o kterých se mluví poprvé. Má význam nějaký, jeden (shoduje se s číslovkou jeden). Používá se pouze v jednotném čísle. V množném čísle jsou buď podstatná jména bez členu, nebo před nimi stojí člen dělivý. Příklady:
- Voglio comprare una macchina. (Chci koupit auto.)
- Pietro è uno studente di medicina. (Petr je student medicíny.)
- Vedo una casa. (Vidím dům.)
- Vedo (delle) case. (Vidím domy.)

| Rod    | Jednotné číslo | Použití                                                                                         | Příklad                           |
| ------ | -------------- | ----------------------------------------------------------------------------------------------- | --------------------------------- |
| mužský | un             | základní tvar, před slovy začínajícími samohláskou nebo souhláskou kromě dále uvedených případů | un uomo (muž), un castello (hrad) |
| mužský | uno            | před slovy začínajícími z-, x-, ps-, gn-, s + souhláska-                                        | uno studente (student)            |
| ženský | una            | před slovy začínajícími souhláskou                                                              | una donna (žena)                  |
| ženský | un’            | před slovy začínajícími samohláskou                                                             | un’isola (ostrov)                 |

### Člen určitý
Člen určitý se používá v italštině velmi často. Má význam ten (pochází z latinského ukazovacího zájmena). Označuje osoby, věci či skutečnosti, o kterých se již mluvilo nebo které jsou jedinečné či z kontextu známé. Pojí se i s určitými typy vlastních jmen (např. názvy řek, států, některých měst, památek a podobně). Příklady:
- la ragazza l’ho vista (dívka, kterou jsem viděl)
- i musei di Roma (římská muzea)
- L’Italia (Itálie)

| Rod    | Jednotné číslo | Množné číslo | Použití                                                                        | Příklad                                         |
| ------ | -------------- | ------------ | ------------------------------------------------------------------------------ | ----------------------------------------------- |
| mužský | il             | i            | základní tvar, před slovy začínajícími souhláskou kromě dále uvedených případů | il cane (pes), i cani (psi)                     |
| mužský | lo             | gli          | před slovy začínajícími z-, x-, ps-, gn-, s + souhláska-                       | lo straniero (cizinec), gli stranieri (cizinci) |
| mužský | l’             | gli          | před slovy začínajícími samohláskou                                            | l’amico (přítel), gli amici (přátelé)           |
| ženský | la             | le           | před slovy začínajícími souhláskou                                             | la testa (hlava), le teste (hlavy)              |
| ženský | l’             | le           | před slovy začínajícími samohláskou                                            | l’isola (ostrov), le isole (ostrovy)            |

S některými předložkami určitý člen splývá v jedno slovo, např. in (v) + il = nel, da (od) + la = dalla apod.

### Člen dělivý
Člen dělivý je spojením předložky di s určitým členem. Používá se k vyjádření neurčitého množství látky nebo celku (ve významu trochu, několik), dále pak ve spojení s abstraktními pojmy. V množném čísle může nahrazovat neurčitý člen. Příklady:
- Vado a comprare del pane. (Jdu koupit chleba.)
- Aggiungi della farina. (Přidej trochu mouky.)
- Fate bollire dell’acqua. (Dejte vařit vodu.)
- Ha del talento. (Má talent.)
- Ho comprato dei libri. (Koupil jsem nějaké knihy.)

| Rod    | Jednotné číslo | Množné číslo | Použití                                                                        | Příklad                                                    |
| ------ | -------------- | ------------ | ------------------------------------------------------------------------------ | ---------------------------------------------------------- |
| mužský | del            | dei          | základní tvar, před slovy začínajícími souhláskou kromě dále uvedených případů | del burro (trochu másla), dei fiammiferi (několik zápalek) |
| mužský | dello          | degli        | před slovy začínajícími z-, x-, ps-, gn-, s + souhláska-                       | dello stagno (trochu cínu), degli spiccioli (pár drobných) |
| mužský | dell’          | degli        | před slovy začínajícími samohláskou                                            | dell’olio (trochu oleje), degli amici (několik přátel)     |
| ženský | della          | delle        | před slovy začínajícími souhláskou                                             | della carta (nějaký papír), delle uova (několik vajíček)   |
| ženský | dell’          | delle        | před slovy začínajícími samohláskou                                            | dell’acqua (trochu vody)                                   |

## Slovesa
Časování sloves se v italštině vyznačuje rozvinutou flexí a bohatstvím tvarů. Sloveso vyjadřuje osobu a číslo pomocí osobních koncovek. Díky tomu může být v italské větě nevyjádřený podmět. Při časování se též uplatňují prvky aglutinační (např. vkládání -v- před osobní koncovky při tvorbě imperfekta) a analytické (využívání pomocných sloves při tvoření složených časů).
Slovesa tvoří 4 jednoduché časy a 4 složené časy. Časují se pěti slovesnými způsoby, přičemž všechny časy se uplatňují pouze v indikativu. Podle zakončení infinitivu se rozdělují do tří tříd (-are, -ere, -ire). Mnohá slovesa se časují nepravidelně.

### Časy

#### Jednoduché časy
Jednoduché slovesné časy se tvoří přidáváním přípon a osobních koncovek ke kmeni slovesa. V oznamovacím způsobu (indikativu) se rozlišují tyto jednoduché časy:
Přítomný čas (prézens, presente) vyjadřuje právě probíhající, trvalou či opakovanou činnost, např. canto (zpívám).
Minulý čas nedokonavý (imperfektum, imperfetto) vyjadřuje děje, které probíhaly v minulosti. Nevyplývá z něj ukončenost těchto dějů. V indikativu je charakteristická přípona -v-, která se vkládá před osobní koncovky, např. cantavo (zpíval jsem).
Minulý čas dokonavý (jednoduché perfektum, passato remoto) vyjadřuje děje, které proběhly a skončily v minulosti bez vztahu k současnosti. Používá se například při líčení historických událostí. Tento čas se používá především ve spisovné italštině a je vnímán jako knižní. S výjimkou jižní Itálie, kde je tento čas stále živý, se jednoduché perfektum v běžně mluvené italštině nahrazuje složeným perfektem. Mnoho sloves tento čas tvoří nepravidelně.
Příklad: cantai (zazpíval jsem).
Budoucí čas (futurum, futuro semplice) vyjadřuje děje, které se mají uskutečnit v budoucnosti. V indikativu je chakteristická přípona -r-, která se vkládá před osobní koncovky, např. canterò (budu zpívat).

#### Složené časy
Složené časy se tvoří spojením časovaných tvarů pomocného slovesa avere (mít) nebo essere (být) a příčestí. Společným rysem těchto časů je, že vyjadřují předčasnost dějů.
Předpřítomný čas (složené perfektum, passato prossimo) vyjadřuje děje skončené v nedávné minulosti nebo děje, které svými důsledky zasahují do přítomnosti. V běžné mluvené italštině (s výjimkou jižní Itálie) nahrazuje jednoduché perfektum. Pomocné sloveso je v přítomném čase.
Příklad: ho cantato (zazpíval jsem).
Předminulý čas (plusquamperfektum, trapassato prossimo) vyjadřuje děje, které se uskutečnily před jinými ději v minulosti. Pomocné sloveso je v imperfektu.
Příklad: avevo cantato (zazpíval jsem předtím).
Předminulý čas závislý (trapassato remoto) vyjadřuje děje, které se uskutečnily před jinými ději v minulosti. Používá se ve vedlejších větách, pokud je v hlavní větě jednoduché perfektum. Pomocné sloveso je v jednoduchém perfektu. V současnosti je tento čas silně knižní.
Příklad: ebbi cantato (zazpíval jsem předtím).
Předbudoucí čas (složené futurum, futuro anteriore) vyjadřuje děj, který se uskuteční před jiným dějem v budoucnosti. Pomocné sloveso je v budoucím čase.
Příklad: avrò cantato (zazpívám předtím).

### Způsoby

#### Indikativ
V oznamovacím způsobu se slovesa mohou časovat ve všech výše uvedených časech.
| Osoba   | 1. třída         | 2. třída        | 3. třída       | 3. třída         |
| ------- | ---------------- | --------------- | -------------- | ---------------- |
| Osoba   | parlare (mluvit) | credere (věřit) | dormire (spát) | capire (rozumět) |
| io      | parlo            | credo           | dormo          | capisco          |
| tu      | parli            | credi           | dormi          | capisci          |
| lui/lei | parla            | crede           | dorme          | capisce          |
| noi     | parliamo         | crediamo        | dormiamo       | capiamo          |
| voi     | parlate          | credete         | dormite        | capite           |
| loro    | parlano          | credono         | dormono        | capiscono        |

Některá slovesa 3. třídy mají v přítomném čase v jednotném čísle a v 3. osobě množného čísla kmen rozšířený o -isc- (zde capire).
Příklady použití:
- Bevo due caffè al giorno. (Piji dvě kávy denně.)
- I bambini giocano a calcio. (Děti hrají fotbal.)

V imperfektu se před osobní koncovky vkládá -v-:
| Osoba   | 1. třída         | 2. třída        | 3. třída       |
| ------- | ---------------- | --------------- | -------------- |
| Osoba   | parlare (mluvit) | credere (věřit) | dormire (spát) |
| io      | parlavo          | credevo         | dormivo        |
| tu      | parlavi          | credevi         | dormivi        |
| lui/lei | parlava          | credeva         | dormiva        |
| noi     | parlavamo        | credevamo       | dormivamo      |
| voi     | parlavate        | credevate       | dormivate      |
| loro    | parlavano        | credevano       | dormivano      |

Příklady použití:
- Mentre preparavo la cena, lui guardava la televisione. (Zatímco jsem připravovala večeři, on se díval na televizi.)
- Tutto era in ordine. (Všechno bylo v pořádku.)

| Osoba   | 1. třída         | 2. třída              | 3. třída       |
| ------- | ---------------- | --------------------- | -------------- |
| Osoba   | parlare (mluvit) | credere (věřit)       | dormire (spát) |
| io      | parlai           | credei                | dormii         |
| tu      | parlasti         | credesti              | dormisti       |
| lui/lei | parlò            | credette, credé       | dormì          |
| noi     | parlammo         | credemmo              | dormimmo       |
| voi     | parlaste         | credeste              | dormiste       |
| loro    | parlarono        | credettero, crederono | dormirono      |

Příklady použití:
- Colombo scoprì l’America. (Kolumbus objevil Ameriku.)
- Non lo fece apposta. (Neudělal to schválně.)

V budoucím čase se před osobní koncovky vkládá -r-:
| Osoba   | 1. třída         | 2. třída        | 3. třída       |
| ------- | ---------------- | --------------- | -------------- |
| Osoba   | parlare (mluvit) | credere (věřit) | dormire (spát) |
| io      | parlerò          | crederò         | dormirò        |
| tu      | parlerai         | crederai        | dormirai       |
| lui/lei | parlerà          | crederà         | dormirà        |
| noi     | parleremo        | crederemo       | dormiremo      |
| voi     | parlerete        | crederete       | dormirete      |
| loro    | parleranno       | crederanno      | dormiranno     |

Příklady použití:
- Lo farò un’altra volta. (Udělám to jindy.)
- L’anno prossimo andremo al mare. (Příští rok pojedeme k moři.)

| Osoba   | Pomocné sloveso avere | Pomocné sloveso essere |
| ------- | --------------------- | ---------------------- |
| Osoba   | vedere (vidět)        | venire (přijít)        |
| io      | ho visto              | sono venuto/venuta     |
| tu      | hai visto             | sei venuto/venuta      |
| lui/lei | ha visto              | è venuto/venuta        |
| noi     | abbiamo visto         | siamo venuti/venute    |
| voi     | avete visto           | siete venuti/venute    |
| loro    | hanno visto           | sono venuti/venute     |

Příklady použití:
- Tutti sono tornati a casa. (Všichni se vrátili domů.)
- Non ho ancora scritto la lettera. (Ještě jsem nenapsal ten dopis.)

| Osoba   | Pomocné sloveso avere | Pomocné sloveso essere |
| ------- | --------------------- | ---------------------- |
| Osoba   | vedere (vidět)        | venire (přijít)        |
| io      | avevo visto           | ero venuto/venuta      |
| tu      | avevi visto           | eri venuto/venuta      |
| lui/lei | aveva visto           | era venuto/venuta      |
| noi     | avevamo visto         | eravamo venuti/venute  |
| voi     | avevate visto         | eravate venuti/venute  |
| loro    | avevano visto         | erano venuti/venute    |

Příklady použití (nejčastěji ve vedlejších větách):
- Sapevo che erano tornati. (Věděl jsem, že se vrátili.)
- Ho mangiato il gelato che avevi preparato ieri. (Snědl jsem zmrzlinu, kterou jsi připravil včera.)

| Osoba   | Pomocné sloveso avere | Pomocné sloveso essere |
| ------- | --------------------- | ---------------------- |
| Osoba   | vedere (vidět)        | venire (přijít)        |
| io      | ebbi visto            | fui venuto/venuta      |
| tu      | avesti visto          | fosti venuto/venuta    |
| lui/lei | ebbe visto            | fu venuto/venuta       |
| noi     | avemmo visto          | fummo venuti/venute    |
| voi     | aveste visto          | foste venuti/venute    |
| loro    | ebbero visto          | furono venuti/venute   |

Příklady použití (vždy ve větě závislé na slovese v jednoduchém perfektu):
- Dopo che ebbe finito di leggere il libro, andò a letto. (Poté, co dočetl knihu, šel spát.)
- Appena avemmo sentito la notizia, corremmo a raccontartela. (Jakmile jsme se tu zprávu dozvěděli, běželi jsem ti ji povědět.)

| Osoba   | Pomocné sloveso avere | Pomocné sloveso essere |
| ------- | --------------------- | ---------------------- |
| Osoba   | vedere (vidět)        | venire (přijít)        |
| io      | avrò visto            | sarò venuto/venuta     |
| tu      | avrai visto           | sarai venuto/venuta    |
| lui/lei | avrà visto            | sarà venuto/venuta     |
| noi     | avremo visto          | saremo venuti/venute   |
| voi     | avrete visto          | sarete venuti/venute   |
| loro    | avranno visto         | saranno venuti/venute  |

Příklady použití (obvykle ve vedlejších větách):
- Quando sarà tornato, finirò quel lavoro. (Až se vrátí, dokončím tu práci.)
- Proveremo questa ricetta quando avrò comprato tutti gli ingredienti. (Vyzkoušíme ten recept, až nakoupím všechny suroviny.)

#### Kondicionál
Podmiňovací způsob (condizionale) má tvary přítomného a minulého času. Přítomný kondicionál (condizionale presente) se tvoří synteticky pomocí osobních koncovek. Obdobně jako v budoucím čase se před koncovky vkládá -r-:
| Osoba   | 1. třída         | 2. třída        | 3. třída       |
| ------- | ---------------- | --------------- | -------------- |
| Osoba   | parlare (mluvit) | credere (věřit) | dormire (spát) |
| io      | parlerei         | crederei        | dormirei       |
| tu      | parleresti       | crederesti      | dormiresti     |
| lui/lei | parlerebbe       | crederebbe      | dormirebbe     |
| noi     | parleremmo       | crederemmo      | dormiremmo     |
| voi     | parlereste       | credereste      | dormireste     |
| loro    | parlerebbero     | crederebbero    | dormirebbero   |

Vyjadřuje uskutečnitelnou podmínku nebo také zdvořilou žádost, nejistotu či pravděpodobnost (v přítomnosti).
Příklady použití:
- Vorrei comprare una machina. (Chtěl bych si koupit auto.)
- Potresti aiutarmi? (Mohl bys mi pomoci?)
- Avrebbero molti soldi. (Prý mají mnoho peněz.)

Minulý kondicionál (condizionale passato) je složený z pomocného slovesa v kondicionálu a příčestí.
| Osoba   | Pomocné sloveso avere | Pomocné sloveso essere  |
| ------- | --------------------- | ----------------------- |
| Osoba   | vedere (vidět)        | venire (přijít)         |
| io      | avrei visto           | sarei venuto/venuta     |
| tu      | avresti visto         | saresti venuto/venuta   |
| lui/lei | avrebbe visto         | sarebbe venuto/venuta   |
| noi     | avremmo visto         | saremmo venuti/venute   |
| voi     | avreste visto         | sareste venuti/venute   |
| loro    | avrebbero visto       | sarebbero venuti/venute |

Vyjadřuje neuskutečnitelnou podmínku, nejistotu či dohad v minulosti.
Příklady použití:
- Al tuo posto l’avrei comprato. (Na tvém místě bych to býval koupil.)
- Se tu fossi arrivato prima, almeno ci avresti aiutato. (Kdybys byl přišel dříve, alespoň bys nám byl pomohl.)
- Avrebbe tentato il suicidio. (Prý se pokusil o sebevraždu.)

#### Konjunktiv
Spojovací způsob (congiuntivo) vyjadřuje nejistotu, subjektivní postoj, přání či podmíněnost. Používá se též k vyjádření rozkazu při vykání. V češtině nemá obdoby a překládá se nejčastěji kondicionálem, někdy indikativem. Používá se ve dvou jednoduchých (přítomný, imperfektum) a dvou složených (perfektum, plusquamperfektum) časech.
| Osoba   | 1. třída         | 2. třída        | 3. třída       | 3. třída         |
| ------- | ---------------- | --------------- | -------------- | ---------------- |
| Osoba   | parlare (mluvit) | credere (věřit) | dormire (spát) | capire (rozumět) |
| io      | parli            | creda           | dorma          | capisca          |
| tu      | parli            | creda           | dorma          | capisca          |
| lui/lei | parli            | creda           | dorma          | capisca          |
| noi     | parliamo         | crediamo        | dormiamo       | capiamo          |
| voi     | parliate         | crediate        | dormiate       | capiate          |
| loro    | parlino          | credano         | dormano        | capiscano        |

V jednotném čísle se kvůli rozlišení osoby často používají osobní zájmena.
Příklady použití:
- Penso che lui abbia torto. (Myslím, že nemá pravdu.)
- Voglio che tu venga. (Chci, abys přišel.)
- Comincino subito. (Ať začnou hned.)
- Scusi. (Promiňte.)

| Osoba   | 1. třída         | 2. třída        | 3. třída       |
| ------- | ---------------- | --------------- | -------------- |
| Osoba   | parlare (mluvit) | credere (věřit) | dormire (spát) |
| io      | parlassi         | credessi        | dormissi       |
| tu      | parlassi         | credessi        | dormissi       |
| lui/lei | parlasse         | credesse        | dormisse       |
| noi     | parlassimo       | credessimo      | dormissimo     |
| voi     | parlaste         | credeste        | dormiste       |
| loro    | parlassero       | credessero      | dormissero     |

Příklady použití:
- Volevo che tu venissi. (Chtěl jsem, abys přišel.)
- Vorrei che tu trascorressi più tempo a casa. (Chtěla bych, abys trávil více času doma.)
- Aspettavo che uscisse l’uomo. (Čekal jsem, až vyjde ten člověk.)
- Che avessero tanti problemi? (Že by byli měli tolik problémů?)
- Magari mi amasse! (Kéž by mě miloval!)

Konjunktiv perfekta (congiuntivo passato) je složený z pomocného slovesa v přítomném konjunktivu a příčestí.
| Osoba   | Pomocné sloveso avere | Pomocné sloveso essere |
| ------- | --------------------- | ---------------------- |
| Osoba   | vedere (vidět)        | venire (přijít)        |
| io      | abbia visto           | sia venuto/venuta      |
| tu      | abbia visto           | sia venuto/venuta      |
| lui/lei | abbia visto           | sia venuto/venuta      |
| noi     | abbiamo visto         | siamo venuti/venute    |
| voi     | abbiate visto         | siate venuti/venute    |
| loro    | abbiano visto         | siano venuti/venute    |

Používá se v hlavní větě k vyjádření pochybnosti nebo domněnky, která se týká minulého děje. Ve vedlejších větách vyjadřuje předčasnost v obdobných situacích, jako se používá přítomný konjunktiv.
Příklady použití:
- Non posso trovare il mio portamonete. Che l’abbia perso? (Nemohu najít svoji peněženku. Že bych ji ztratil?)
- Penso che non gli sia piaciuta. (Myslím, že se mu nelíbila.)
- Supponiamo che abbiate già finito. (Předpokládáme, že jste už skončili.)

Konjunktiv plusquamperfekta (congiuntivo trapassato) je složený z pomocného slovesa v konjunktivu imperfekta a příčestí.
| Osoba   | Pomocné sloveso avere | Pomocné sloveso essere |
| ------- | --------------------- | ---------------------- |
| Osoba   | vedere (vidět)        | venire (přijít)        |
| io      | avessi visto          | fossi venuto/venuta    |
| tu      | avessi visto          | fossi venuto/venuta    |
| lui/lei | avesse visto          | fosse venuto/venuta    |
| noi     | avessimo visto        | fossimo venuti/venute  |
| voi     | avesste visto         | foste venuti/venute    |
| loro    | avessero visto        | fossero venuti/venute  |

Používá se v hlavní větě k vyjádření přání, které se týká minulosti. Ve vedlejších větách vyjadřuje předčasnost obdobně jako konjunktiv perfekta, pokud je hlavní věta v minulém čase.
Příklady použití:
- Non l’avessi mai fatto! (Kéž bych to byl nikdy neudělal!)
- Pensavo che non gli fosse piaciuta. (Myslel jsem, že se mu nelíbila.)
- Credevo che i bambini avessero già mangiato. (Myslel jsem, že děti už jedly.)
- Se fossi venuto, avresti conosciuto una persona molto interessante. (Kdybys byl přišel, byl bys poznal velmi zajímavou osobu.)

#### Imperativ
Rozkazovací způsob (imperativo) nemá schopnost vyjadřovat čas. Tvoří se pouze pro některé osoby. Zvláštní tvar má pro 2. osobu jednotného čísla. V 1. a 2. osobě množného čísla se shoduje s tvarem oznamovacího způsobu (indikativu). Pro vykání (3. osoba jednotného čísla) se používá tvar konjunktivu.
| Osoba | 1. třída         | 2. třída        | 3. třída       | 3. třída         |
| ----- | ---------------- | --------------- | -------------- | ---------------- |
| Osoba | parlare (mluvit) | credere (věřit) | dormire (spát) | capire (rozumět) |
| tu    | parla!           | credi!          | dormi!         | capisci!         |
| noi   | parliamo!        | crediamo!       | dormiamo!      | capiamo!         |
| voi   | parlate!         | credete!        | dormite!       | capite!          |
| Lei   | parli!           | creda!          | dorma!         | capisca!         |

V záporném rozkazu pro 2. osobu jednotného čísla se používá infinitiv, například:
- Non parlare! (Nemluv!)

### Infinitiv
Infinitiv je neurčitý tvar sloves. Ve slovnících se uvádí jako základní tvar (lemma).
Tvoří se pomocí koncovek -are (1. třída), -ere (2. třída) nebo -ire (3. třída). Podle tohoto zakončení se slovesa rozdělují do tříd. Malý počet nepravidelných sloves má infinitiv zakončený -rre, např. porre (položit), produrre (vyrábět). V ustálených vazbách infinifivu často odpadá koncové -e, např. aver bisogno (potřebovat, mít potřebu). Stejně tak se vypouští -e při spojení infinitivu s příklonkami (viz Slovosled), trovarsi (nacházet se).
Infinitiv se používá po způsobových slovesech:
- Devo andare già. (Musím už jít.)

Používá se i po mnoha jiných slovesech, kde má funkci předmětu a často se připojuje pomocí předložek (a, di, per):
- Cerca di capire. (Zkus to pochopit.)
- Vado a vedere. (Jdu se podívat.)
- Sto per partire per Praga. (Chystám se odjet do Prahy.)

Slouží též ke krácení určitých druhů vedlejších vět, pokud mají stejný podmět jako hlavní věta:
- Sono contento di vederti. (Jsem rád, že tě vidím.)

Složený (minulý) infinitiv yse tvoří spojením infinitivu pomocných sloves aver nebo esser a příčestí. Podobně jako jednoduchý infinitiv krátí vedlejší věty, avšak vyjadřuje předčasnost děje:
- Adesso rimpiange di aver studiato troppo poco. (Teď lituje, že studoval příliš málo.)
- Siamo contenti di aver ricevuto la tua lettera. (Jsme rádi, že jsme dostali tvůj dopis.)
- Dopo esser tornato dall’allenamento gli fa male il ginoccio. (Poté, co se vrátil z tréninku, ho bolí koleno.)

Složený infinitiv lze použít také po způsobových slovesech:
- Dev’esser sucesso ieri. (Muselo se to stát včera.)
- Può aver avuto un incidente. (Možná měl nehodu.)

### Příčestí
Příčestí se používá k tvoření složených slovesných časů a trpného rodu. Podle okolností má význam činný i trpný. Pravidelně se tvoří příponami -ato, -uto, -ito (1.–3. třída sloves):
- parlare – parlato (mluvit – mluvil/mluven)
- credere – creduto (věřit – věřil/věřen)
- finire – finito (skončit – skončil/skončen)

Mnohá slovesa tvoří příčestí nepravidelně, například:
- prendere – preso (vzít – vzal/vzat)
- chiudere – chiuso (zavřít – zavřel/zavřen)
- dire – detto (říci – řekl/řečen)
- vedere – visto (vidět – viděl/viděn)

Příčestí má, stejně jako přídavná jména, 4 tvary podle rodu a čísla:
| Rod    | Jednotné číslo         | Množné číslo           |
| ------ | ---------------------- | ---------------------- |
| mužský | visto (viděl, viděn)   | visti (viděli, viděni) |
| ženský | vista (viděla, viděna) | viste (viděly, viděny) |

### Gerundium
Gerundium je neurčitý tvar sloves, který významově přibližně odpovídá českému přechodníku. V italštině se používá poměrně často. Slouží ke krácení vedlejších vět, pokud je podmět stejný jako v hlavní větě. Do češtiny se obvykle překládá vedlejší větou.
Jednoduché gerundium se tvoří většinou pravidelně koncovkou -ande (1. třída) nebo -ende (2. a 3. třída). Tvar je neměnný bez ohledu na rod a číslo podmětu. Vyjadřuje současně probíhající děj:
- Ritornando a casa ho incontrato un mio conosciuto. (Když jsem se vracel domů = vraceje se domů, potkal jsem jednoho svého známého.)
- Vuole lavorare studiando. (Chce pracovat během studia = studuje/studujíc.)
- Non avendo soldi sono stato constretto ad indebitarsi. (Nemaje peníze = protože jsem neměl peníze, byl jsem nucen se zadlužit.)
- Me l’ha detto piangendo. (Řekla mi to s pláčem = plačíc.)

Složené gerundium se tvoří spojením gerundia pomocných sloves avere (avendo) nebo essere (essendo) s příčestím. Používá se podobně jako jednoduché gerudium s tím rozdílem, že vyjadřuje děj předcházející ději v hlavní větě:
- Avendo ricevuto il tuo SMS, mi sono collegato su internet. (Poté, co jsem obdržel tvoji SMS, připojil jsem se na internet.)
- Essendo vissuto per anni a Stoccolma, sa parlare bene lo svedese. (Protože žil léta ve Stockholmu, umí mluvit dobře švédsky.)

Gerundium ve spojení s jednoduchými tvary slovesa stare (být) slouží k vyjádření průběhovosti děje v přítomnosti nebo minulosti:
- Il vento lo sta portando via. (Vítr ho právě odnáší pryč.)
- La stava guardando. (Díval se na ni.)
- Pensava che stessi scherzando. (Myslel si, že si dělám legraci.)

Gerundium ve spojení se slovesem andare (jít) vyjadřuje postupující děj:
- I prezzi vanno aumentando. (Ceny stále rostou.)

### Pomocná slovesa
Pomocné sloveso essere (být) mají některá slovesa nepřechodná (nemají přímý předmět), slovesa vyjadřující pohyb, zvratná slovesa a některá další. Po slovese essere se tvar příčestí shoduje v rodě a čísle s podmětem, například:
- sono venuto (přišel jsem)
- sono venuta (přišla jsem)
- siamo venuti (přišli jsme)
- siamo venute (přišly jsme)

Pomocné sloveso avere (mít) má většina sloves. Po slovese avere má příčestí zakončení -o bez ohledu na rod a číslo podmětu, například:
- ho detto (řekl jsem, řekla jsem)
- abbiamo detto (řekli jsme, řekly jsme)

Pokud jsou však přímým předmětem zájmena lo (ho), la (ji), li (je – muž. rod), le (je – žen. rod), shoduje se příčestí s tímto zájmenem:
- l’ho visto (viděl/viděla jsem ho; l’ = lo)
- l’ho vista (viděl/viděla jsem ji; l’ = la)
- li ho visti (viděl/viděla jsem je – muž. rod)
- le ho viste (viděl/viděla jsem je – žen. rod)

### Trpný rod
Trpný rod se v italštině tvoří spojením slovesa essere s příčestím:
- La bestia è stata catturata. (Zvíře bylo chyceno.)

Původce děje je možné vyjádřit s pomocí předložky da:
- È amata dal suo ragazzo. (Je milována svým chlapcem.)

## Předložky
Předložky v italštině, podobně jako v jiných jazycích, pomáhají vyjadřovat syntaktické vztahy mezi větnými členy. Plně přebírají funkci zaniklé kategorie pádu.
Některé předložky se stahují s následujícím určitým členem, např. namísto spojení a + il se používá stažený tvar al. Stahování uvedených předložek se členem je povinné. Výjimkou je předložka con, u níž se stažené tvary užívají především v hovorové řeči a v ustálených spojeních.
| Předložka | + il | + lo  | + la  | + l’  | + i | + gli | + le  | význam              |
| --------- | ---- | ----- | ----- | ----- | --- | ----- | ----- | ------------------- |
| a         | al   | allo  | alla  | all’  | ai  | agli  | alle  | k, do, v            |
| di        | del  | dello | della | dell’ | dei | degli | delle | přivlastňování atd. |
| da        | dal  | dallo | dalla | dall’ | dai | dagli | dalle | od, z               |
| in        | nel  | nello | nella | nell’ | nei | negli | nelle | do, v               |
| su        | sul  | sullo | sulla | sull’ | sui | sugli | sulle | na                  |
| con       | col  | collo | colla | coll’ | coi | cogli | colle | s                   |

Předložky vyjadřující místní vztahy, podobně jako příslovce, nerozlišují místo (kde?) a směr (kam?). V obou významech se používá zpravidla stejná předložka. V latině se tyto předložky pojily s různými pády. V současné italštině se místní význam rozliší kontextem, především použitým slovesem:
- Abita in Italia. (Bydlí v Itálii.) – Vado in Italia. (Jedu do Itálie.)
- Il libro sta disteso sulla tavola. (Kniha leží na stole.) – Mettilo sulla tavola. (Polož to na stůl.)

## Syntax

### Slovosled
Slovosled italské věty je poměrně volný. Základní slovosled je SVO (podmět – přísudek – předmět):
- Pietro va a casa. (Petr jde domů.)

Může se však měnit podle potřeb aktuálního členění:
- E poi di lui s’innamorò perdutamente il suo impresario. (A pak se do něj vášnivě zamiloval jeho impresário.)[2]

Otázka má často stejný slovosled jako věta oznamovací. Odlišuje se pouze intonací a v písmu otazníkem:
- La madre sta a casa. (Matka je doma.)
- La madre sta a casa? (Matka je doma?)

Pevné postavení ve větě mají příklonky, tj. nepřízvučné tvary osobních zájmen. Obvykle stojí před určitým tvarem slovesa:
- Mi piace. (Líbí se mi to.)
- Me lo dà. (Dá mi to.)
- Si è innamorato di lei. (Zamiloval se do ní.)

Nebo stojí za některými tvary sloves (infinitiv, imperativ), s nimiž se pak píší jako jedno slovo:
- Dammelo! (Dej mi to!)
- Innamorarsi (zamilovat se)

### Nevyjádřený podmět
V italské větě nemusí být podmět vždy vyjádřen, pokud je z kontextu jasný:
- Sei bella. (Jsi krásná.)
- Piove. (Prší.)

Osobní zájmena se ve funkci podmětu používají pouze ke zdůraznění nebo v případě, že by hrozilo nedorozumění:
- Sono io! (To jsem já!) – České „to“ se do italštiny obvykle nepřekládá.

### Zápor
Význam slovesa se popírá záporkou non, která vždy stojí před tímto slovesem, případně před příklonkami:
- Non parlo l’inglese. (Nemluvím anglicky.)
- Non mi piace. (To se mi nelíbí.)

V italské větě může být více záporných výrazů (podobně jako v češtině). Před slovesem stojí pouze jeden záporný výraz (zpravidla non), ostatní stojí až za ním. Pokud je před slovesem jiný záporný výraz, záporka non se vynechává:
- Non è venuto nessuno. (Nepřišel nikdo.)
- Nessuno è venuto. (Nikdo nepřišel.)
- Non fanno mai niente. (Nikdy nic nedělají.)
- Non l’ho mai vista. (Nikdy jsem ji neviděl.)